# Antilopenfleisch
Als Antilopenfleisch bezeichnet man Fleisch von verschiedenen Arten der Hornträger, die als Antilope bezeichnet werden. Es wird in Deutschland zur Gruppe der exotischen Fleischsorten gezählt. Das Fleisch ist fest und fettarm. Im Vergleich zu Wildbret wird sein Geschmack als strenger beschrieben, weshalb es häufig vor der Zubereitung mariniert wird. In der afrikanischen Küche wird es als allgemeine Fleischsorte ohne Einschränkungen verwendet. Antilopenfleisch wird auch für die Herstellung von Biltong, in Streifen geschnittenes Dörrfleisch, verwendet.